# Brant Little
Brant Little, född 4 december 1906, död 27 juni 1980, var en friidrottare från Kanada. Han deltog vid olympiska sommarspelen 1928.